# Carlos Aseginolaza
Carlos Aseginolaza Iparragirre (Idiazábal, 4 de noviembre de 1955-Goizueta, 16 de enero de 2015) fue un botánico español, destacado en sus trabajos sobre flora ibérica en el País Vasco y Navarra.

## Biografía
Licenciado en biología por la Universidad de Salamanca, desarrolló su trabajo como técnico de medio ambiente en Oyarzun, jefe de Servicio de Medio Ambiente en la Diputación Foral de Guipúzcoa y profesor en Beasáin. Miembro de la Sociedad de Ciencias Aranzadi, fue pionero, junto a otros botánicos, en el estudio en profundidad de la flora en el País Vasco y Navarra desde los años 1980. Destacan sus trabajos para la clasificación metodológica y digitalización del herbario de Arán, actual herbario VIT a cargo de la Diputación Foral de Álava, que contaba con más de doscientas mil entradas cuando falleció. Entre las obras en las que participó y fue reconocido se encuentran el Catálogo florístico de Álava, Vizcaya y Guipúzcoa (1984), Vegetación de la Comunidad Autónoma del País Vasco (1988), Mapa de Vegetación de la Comunidad Autónoma de País Vasco (1990-92), coautor en la obra de referencia Claves ilustradas de la flora del País Vasco y territorios limítrofes (1999) así como sus aportaciones para la obra colectiva Propuesta de Catálogo Vasco de Especies Amenazadas (1997).
Falleció en un accidente en una pista forestal al regresar del monte Artikutza (Navarra).

## Honores

### Eponimia
En su honor la diputación guipuzcoana estableció una beca de investigación y divulgación de la naturaleza que lleva su nombre.
- La abreviatura «Aseg.» se emplea para indicar a Carlos Aseginolaza como autoridad en la descripción y clasificación científica de los vegetales.[4]